# Fenestrelle
Fenestrelle is een gemeente in de Italiaanse provincie Turijn (regio Piëmont) en telt 603 inwoners (31-12-2004). De oppervlakte bedraagt 49,2 km², de bevolkingsdichtheid is 12 inwoners per km².

## Demografie
Fenestrelle telt ongeveer 338 huishoudens. Het aantal inwoners daalde in de periode 1991-2001 met 9,3% volgens cijfers uit de tienjaarlijkse volkstellingen van ISTAT.
| Jaar | Inwoneraantal |
| ---- | ------------- |
| 1991 | 678           |
| 2001 | 615           |

## Geografie
De gemeente ligt op ongeveer 1215 m boven zeeniveau.
Fenestrelle grenst aan de volgende gemeenten: Meana di Susa, Mattie, Usseaux, Pragelato, Roure en Massello.

## Galerij

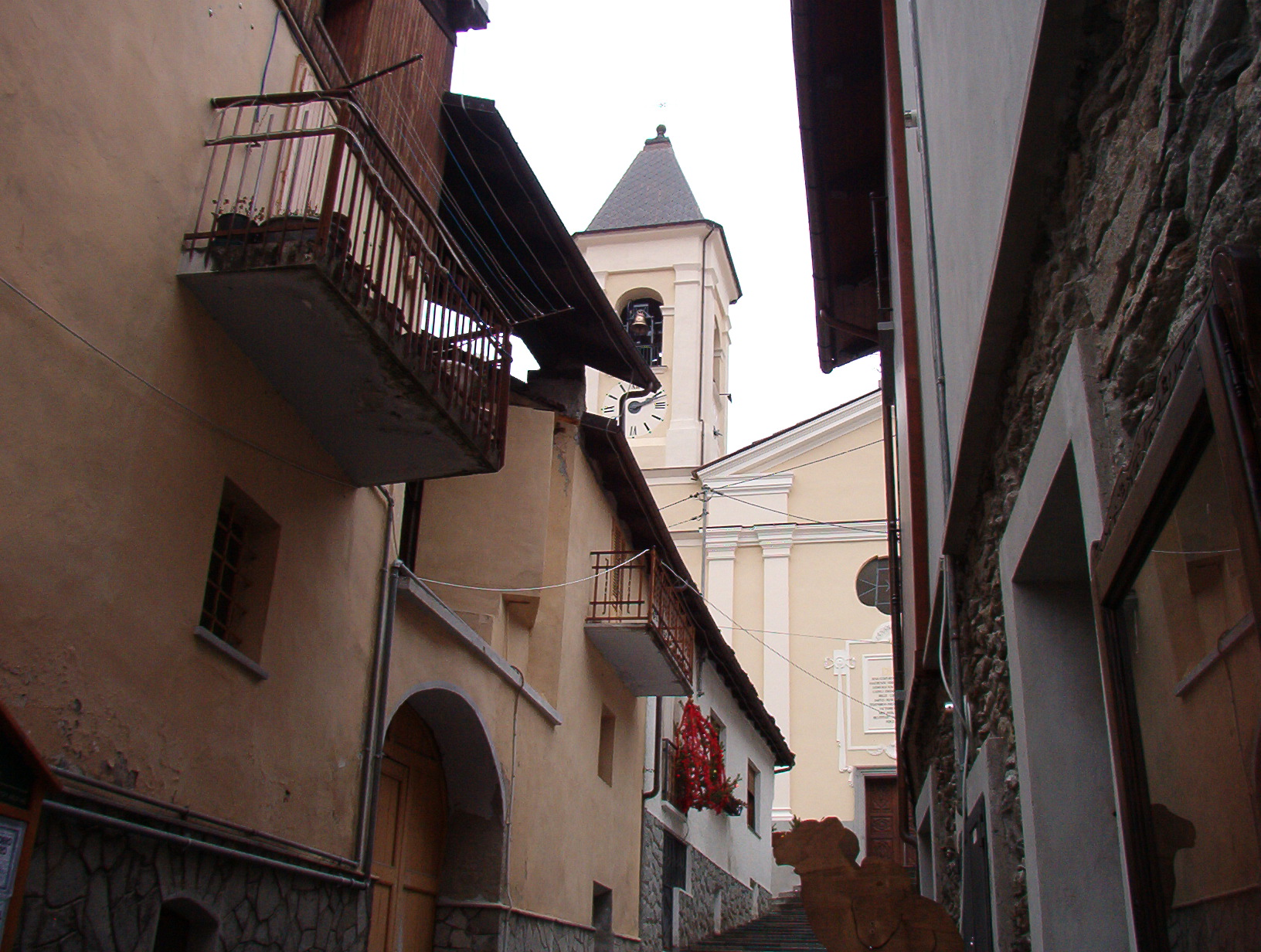
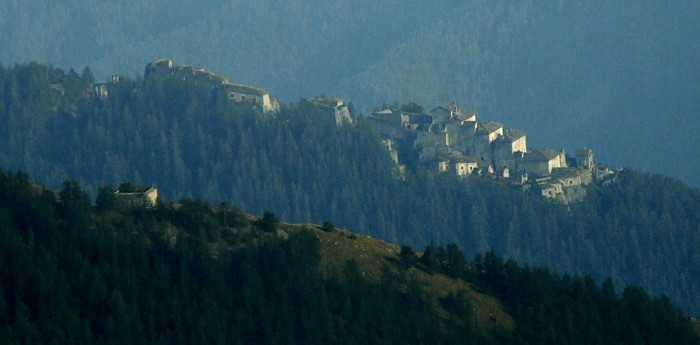
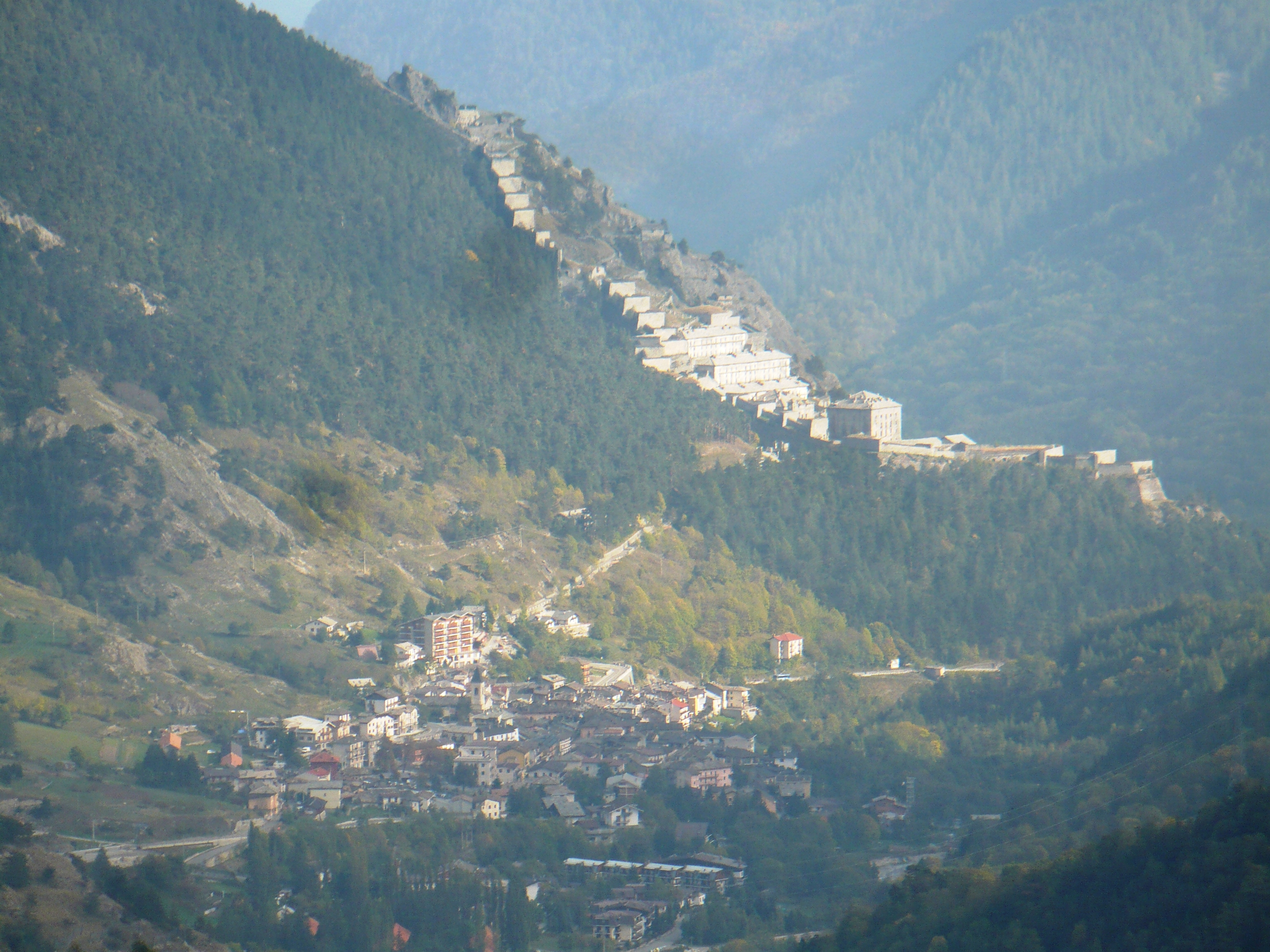
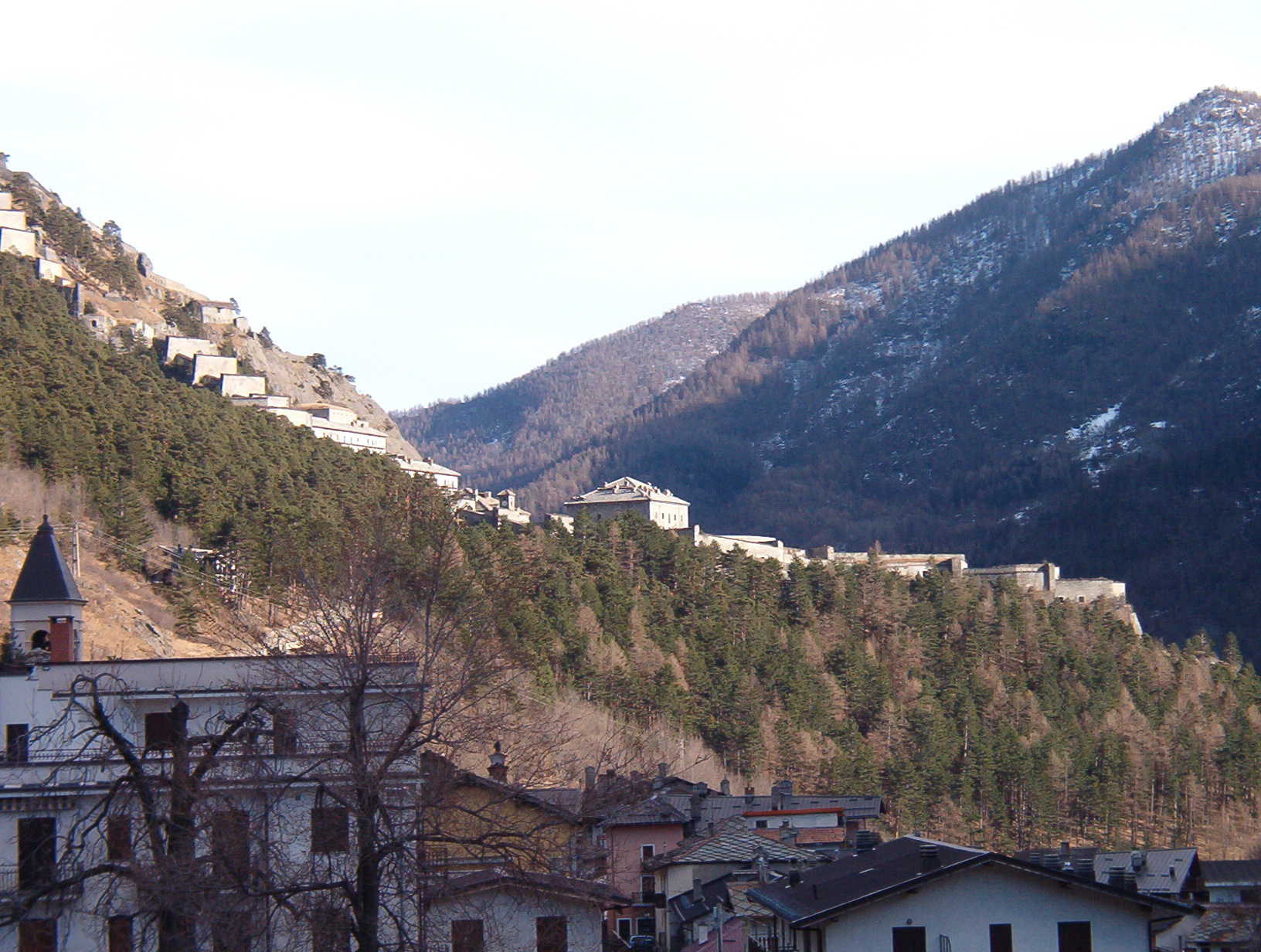